# Songs to Fan the Flames of Discontent
Songs to Fan the Flames of Discontent är ett album av det svenska hardcorebandet Refused, utgivet 1996. En remastrad version av albumet släpptes 2004.

## Låtlista
1. "Rather Be Dead" - 3:15
2. "Coup d'état" - 2:40
3. "Hook, Line and Sinker" - 2:45
4. "Return to the Closet" - 3:49
5. "Life Support Addiction" - 2:27
6. "It's Not O.K..." - 1:03
7. "Crusader of Hopelessness" - 2:51
8. "Worthless Is the Freedom Bought..." - 1:33
9. "This Trust Will Kill Again" - 2:22
10. "Beauty" - 2:30
11. "Last Minute Pointer" - 2:55
12. "The Slayer" - 2:19

## Utgiven av
- Startracks (1996)
- We Bite Records (199?)
- Victory Records (1996)
- Burning Heart Records (1997/2004)
- Epitaph Records (2004)